# 8234 Nobeoka
8234 Nobeoka este un asteroid din centura principală de asteroizi.

## Descriere
8234 Nobeoka este un asteroid din centura principală de asteroizi. A fost descoperit pe 3 noiembrie 1997 la Geisei de Tsutomu Seki. El prezintă o orbită caracterizată de o semiaxă mare de 2,87 ua, o excentricitate de 0,01 și o înclinație de 1,7° în raport cu ecliptica.